# Idioma motu
El idioma motu es hablado por la etnia motu, en la costa sur de Papúa Nueva Guinea (específicamente en la provincia Central; en y los alrededores de Port Moresby) y en el norte de Niue. Es hablado por alrededor de 14 000 personas (1981).
El idioma hiri motu se basa en este idioma. Su código ISO 639-3 es meu.